# Maliyur, Malavalli
Maliyur là một làng thuộc tehsil Malavalli, huyện Mandya, bang Karnataka, Ấn Độ.